# Portrait de Winckelmann
Le Portrait de Winckelmann est un tableau composé en 1764 par Angelica Kauffmann à Rome. Il représente le portrait du fameux archéologue et historien d'art Johann Joachim Winckelmann dont les travaux ont grandement contribué au renouveau des études classiques et au changement de style du rococo vers le néoclassicisme. La signature de l'artiste se lit en bas à droite de la toile. Ce portrait se trouve aujourd'hui à la Kunsthaus de Zurich.

## Description
Le tableau montre le savant assis à sa table de travail, la plume à la main droite. Les deux mains reposent sur un livre ouvert, posé sur un bas-relief antique à plat représentant les Trois Grâces. Le bas-relief est lui-même posé sur une étoffe rouge.
Angelica Kauffmann témoigne déjà d'une grande maîtrise de son art par ce tableau. Il est composé dans les deux couleurs complémentaires, vert et rouge. Le dégradé de tonalités de vert allant du vert de gris à l'olive du fond et du vêtement est complémentaire de l'étoffe rouge jetée sous le bas-relief. Des touches de blanc éclairent le tableau (pages du livre, dentelles des manches et du col) et appuient les lignes de construction du tableau (rehaussées par des légères touches de jaune), dont l'une part en diagonale le long du livre et de la table, et l'autre en verticale par le visage. Toute la lumière du tableau vient de la gauche, ce qui est souligné par les touches de couleur blanche et suggéré par les touches de jaune.
Ce portrait, simple et parfaitement maîtrisé, est à mettre en parallèle avec le portrait de Winckelmann, plus chargé, qui est réalisé par Anton von Maron en 1768.

## Historique
Angelica Kauffmann - qui n'a que vingt-deux ans lorsqu'elle réalise ce portrait - débute véritablement sa carrière par ce portrait grâce auquel elle obtient de nouvelles commandes dans les milieux cultivés de son époque. La même année Winckelmann publie son ouvrage fameux Geschichte der Kunst des Altertums (Histoire de l'art de l'Antiquité).
Angelica Kauffmann peint ce tableau à la commande d'un ami suisse de Winckelmann. Ce dernier s'en montre fort satisfait, d'autant plus qu'il est largement diffusé par la suite, grâce au moyen de la gravure.

## Source
- (de) Cet article est partiellement ou en totalité issu de l’article de Wikipédia en allemand intitulé « Angelika Kauffmann » (voir la liste des auteurs).